# Bank Spółdzielczy w Kielcach
Bank Spółdzielczy w Kielcach – bank spółdzielczy z siedzibą w Kielcach w Polsce. Bank zrzeszony jest w Banku Polskiej Spółdzielczości SA.

## Historia
Bank Spółdzielczy w Kielcach powstał w 1902.

## Władze
W skład zarządu banku wchodzą:
- prezes zarządu
- wiceprezes zarządu ds. handlowych
- wiceprezes zarządu ds. finansowych
- członek zarządu

Czynności nadzoru banku sprawuje 15-osobowa rada nadzorcza.

## Placówki
- Centrala w Kielcach, ul. Złota 9
- oddziały:
  - Kielce (2)
  - Bodzentyn
  - Chęciny
  - Dwikozy
  - Jędrzejów
  - Kazimierza Wielka
  - Małogoszcz
  - Kostomłoty
  - Mniów
  - Morawica
  - Nagłowice
  - Nowy Korczyn
  - Obrazów
  - Opatów
  - Skarżysko-Kamienna
- filie:
  - Kielce (3)
  - Nowiny
  - Sobków
  - Smyków
  - Bilcza
  - Oksa
  - Bejsce
  - Opatowiec
  - Lipnik
  - Iwaniska
  - Opatów
  - Sadowie
- punkty kasowe:
  - Jędrzejów
  - Kazimierza Wielka
  - Obrazów
  - Skarżysko-Kamienna